# Esbjerg (stad)
Esbjerg (Deens: Esberg of Esbjerg) is een stad en gemeente in de Deense regio Zuid-Denemarken met ca. 72.000 inwoners (2020).
Esbjerg ligt aan de westkust van het schiereiland Jutland. Het is de grootste havenstad van Denemarken en de op vier na grootste stad van het land. Tot de bouw van de havenstad werd in 1868 door de Deense regering besloten nadat Denemarken door de Tweede Duits-Deense Oorlog (1864) de hertogdommen Sleeswijk en Holstein was kwijtgeraakt en daarmee ook Altona, zijn grootste Noordzeehaven. Esbjerg kreeg in 1874 een spoorwegaansluiting. Visserij en zeevaart uit naburige plaatsen vestigden zich te Esbjerg, waardoor de plaats snel groeide. De laatste jaren neemt het belang van de visserij af. Esbjerg is nu een belangrijke haven voor offshore.
Een groot museum met tien vestigingen in de buurt van Esbjerg, rond Ringkøbing-Skjern, is het Ringkøbing-Skjern Museum.

## Gemeente
Bij een gemeentelijke herindeling werden in 1970 de gemeente Guldager en de stadsdelen Sædding, Hjerting en Sønderis bij Esbjerg getrokken. Per 1 januari 2007 zijn de gemeenten Ribe en Bramming toegevoegd, zie Esbjerg (gemeente).

## Verkeer en vervoer
Esbjerg beschikt over een treinstation (station Esbjerg), van waaruit verbindingen zijn met onder andere Kopenhagen, Aarhus, Skjern en het Duitse Niebüll. Vanuit Esbjerg worden veerdiensten op Tórshavn (Faeröer) en op Fanø onderhouden. Tot en met 28 september 2014 bestond tevens een veerverbinding met het Engelse Harwich. Even buiten de stad ligt de luchthaven van Esbjerg.

## Sport
Esbjerg is de thuisbasis van voetbalclub Esbjerg fB dat zijn thuiswedstrijden speelt in de Blue Water Arena. Het stadion werd in 1995 geopend en heeft een capaciteit van 18.000 toeschouwers, waarvan 11.451 zitplaatsen.

## Geboren
- Poul Nyrup Rasmussen (1943), politicus, oud-premier
- Viggo Jensen (1947), voetballer en voetbalcoach
- Vibeke von Saher (1955), hoorspelregisseur
- Ole Beich (1955-1991), gitarist van Guns n' Roses en L.A. Guns
- Michael Schjønberg (1967), voetbaltrainer
- Allan Nielsen (1971), voetballer
- Glen Riddersholm (1972), voetbalcoach
- Sonja Richter (1974), actrice
- Kevin Conboy (1987), Deens-Engels voetballer
- Mikkel Vendelbo (1987), voetballer
- Søren Rieks (1987), voetballer
- Peter Ankersen (1990), voetballer
- Martin Braithwaite (1991), voetballer
- Jonas Knudsen (1992), voetballer
- Lasse Vigen Christensen (1994), voetballer
- Rasmus Søjberg Pedersen (2002), wielrenner

## Overleden
- Erik Eriksen (1902-1972), politicus